# Hafsfrun

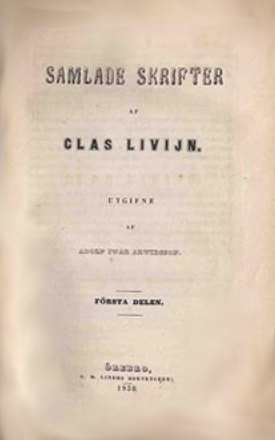
Titelsidan till Samlade skrifter af Clas Livijn, del I, där Hafsfrun publicerades första gången, 1850.

Hafsfrun, lyriskt drama av Clas Livijn (1781-1844), vars tryckning påbörjades 1816, men aldrig fullbordades. Den trycktes sedan först i "Samlade skrifter af Clas Livijn, del I", utgivna av A.I.Arwidsson, Örebro 1850. Ämnet till dramat var hämtat ur den gamla balladen om Hertig Magnus kärlek till sjöjungfrun. Det var meningen att J. N. Eggert skulle satt musik till det, men hans död 1813 förhindrade verkställigheten av denna plan.
Magnus, hertig till Östergötland, hade sitt residens i Vadstena och är begravd i klosterkyrkan. Heliga Birgitta är stadens helgon och Clas Livijn hade också planer att skriva ett drama om hennes leverne, men av detta blev inget. Däremot skrev han som sagt "Hafsfrun" - det första svenska nationella dramat om den tokige fursten av Östergötland.